# Tamopsis riverinae
Espèce
Tamopsis riverinae est une espèce d'araignées aranéomorphes de la famille des Hersiliidae.

## Distribution
Cette espèce est endémique du Sud de la Nouvelle-Galles du Sud en Australie,.

## Description
La femelle mesure 6,5 mm.

## Étymologie
Son nom d'espèce lui a été donné en référence au lieu de sa découverte, la Riverina.

## Publication originale
- Baehr & Baehr, 1993 : New species and new records of Hersiliidae from Australia, with an updated key to all Australian species (Arachnida: Araneae: Hersiliidae): Fourth supplement to the revision of the Australian Hersiliidae. Records of the Western Australian Museum, vol. 16, no 3, p. 347-391 (texte intégral).